# باب سول
باب سول (به انگلیسی: Bob Sohl) (28 مارس ۱۹۲۸ – ۸ آوریل ۲۰۰۱) شناگر اهل ایالات متحده آمریکا بود.